# British Columbia Highway 99
Im Südwesten British Columbias stellt der British Columbia Highway 99 eine wichtige Fernstraße dar. Er bildet die Fortsetzung des Interstate 5 vom US-Bundesstaat Washington kommend, führt weiter über die Metropole Vancouver nach Norden und endet am Highway 97 bei Cache Creek. Der Abschnitt von der Abzweigung des Highways 1 zum Horseshoe Bay Ferry Terminal bis nach Whistler ist dabei, als sogenannte „Core Route“, Bestandteil des kanadischen National Highway System.
Die Nummerierung erhielt der Highway im Jahre 1942 mit Fertigstellung des "King George Highways". Der Highway ist die Fortsetzung des mittlerweile aufgelassenen U.S. Highway 99 (daher auch die Nummerierung), dieser ist im Interstate 5 aufgegangen.

## Abschnitte

### Vancouver-Blaine Freeway
Der Highway beginnt im Süden an der Grenze zu den USA. Am Grenzübergang liegt der sogenannte Peace Arch Park. Die Straße ist in diesem Teilstück autobahnmäßig ausgebaut. Der Highway 99 führt durch Surrey und Delta (British Columbia).  An der Ortsgrenze zu Delta zweigt Highway 91 ab. Dieser führt als alternative Route durch die Ortsteile von Vancouver Annacis Island und Queensborough und trifft dann wieder auf Highway 99. Im Ortsteil Ladner zweigt Highway 17 nach Süden ab. Dieser führt über den Fährhafen Tsawassen Bay und einer kurzen Fährüberfahrt nach Vancouver Island. Der südliche Arm des Fraser Rivers wird durch den George Massay Tunnel unterquert, damit erreicht der Highway Richmond. In Richmond liegt der Vancouver International Airport, den Highway 99 an Vancouver und das Umland anbindet.
Nach 37 km wird am Nordarm des Fraser Rivers nach Queren des Flusses über die Oak St. Bridge die Stadtgrenze von Vancouver erreicht. Der Highway 99 führt auf einer Strecke von 30 km quer durch die Innenstadt Vancouvers. Der Highway führt als Granville Street bis nach Downtown Vancouver, vereint sich mit dem Highway 1A, einer Alternativroute des Highway 1, und durchschneidet den Stanley Park. Die Lions Gate Bridge über den Burrard Inlet, einer Meeresbucht, verbindet die Stadt Vancouver mit West Vancouver. Dort mündet der Highway 99 in den Trans-Canada-Highway und folgt diesem westwärts bis Horseshoe Bay.

### Sea-to-Sky Highway
Ab Horseshoe Bay folgt der Straßenverlauf in nördliche Richtung die Pazifikküste entlang. Ab Squamish führt er ins Landesinnere. Er verbindet dabei die Pazifikküste mit den Bergen der Coast Mountains, daher auch der Name Sea-to-Sky (übersetzt „vom Meer in den Himmel“). Aufgrund seiner unrühmlichen Geschichte als sehr gefährliche Strecke hat dieser Straßenabschnitt von den lokalen Medien auch gelegentlich den Namen "Killer Highway" verpasst bekommen. Wichtige Bedeutung erlangte der Highway für die Olympischen Winterspiele 2010, da er die direkte Verbindung zwischen der Olympiastadt Vancouver und ihrem Skigebiet in Whistler herstellte. Im Zuge dessen wurde der Highway ausgebaut und Gefahrenzonen entschärft. Der Highway führt weiter nach Pemberton.

### Duffey Lake Road

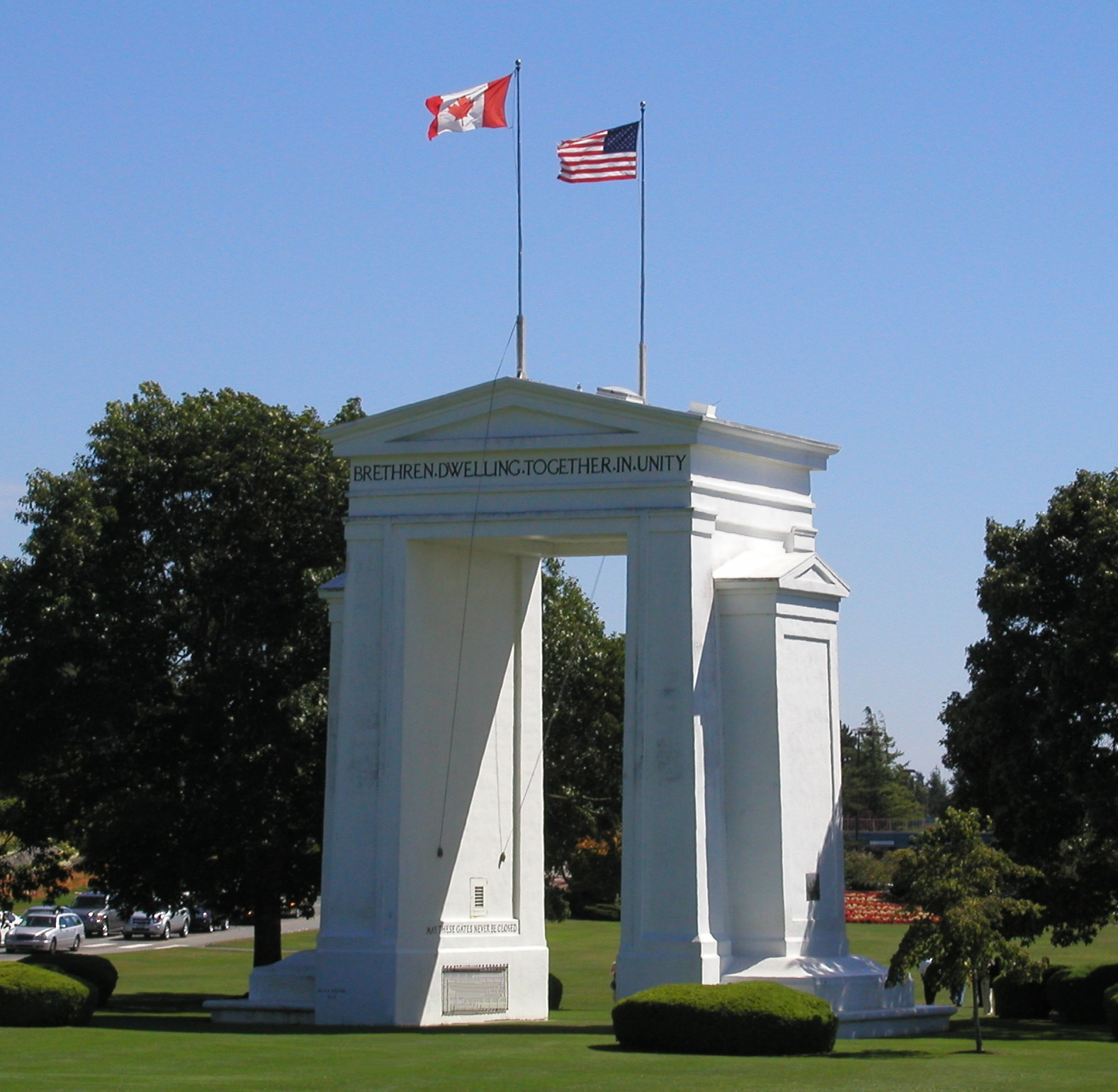
Das Peace Arch Monument

Das letzte Teilstück führt von Pemberton nach Cache Creek. Kurz nachdem der Highway bei Pemberton den Lillooet River überquert hat erreicht er den Cayoosh Pass. Eine bedeutende Kreuzung auf dem Weg nach Cache Creek befindet sich in Lillooet mit Highway 12, der Lillooet Richtung Süden mit Highway 1 verbindet. Nördlich von Cache Creek mündet der Highway dann in den Cariboo Highway.

## Sehenswürdigkeiten

### Grenze zu den USA: Peace Arch
An der Grenze zwischen beiden Staaten in Blaine, Washington, und Surrey, British Columbia, steht das Denkmal, das an den Vertrag von Ghent 1814 erinnern soll. Das Denkmal befindet sich im Grünstreifen zwischen den Fahrbahnen nach Süden bzw. Norden, exakt auf der Grenze zwischen Kanada und den Vereinigten Staaten. Umgeben wird das Denkmal vom grenzüberschreitenden Peace Arch Park.

### Vancouver
Als größte Stadt der Provinz British Columbia ist die Metropole Vancouver selbst eine Sehenswürdigkeit. Der Highway führt hier unter anderem an Granville Island vorbei und dann durch Downtown Vancouver. Insgesamt ist die Region einen längeren Aufenthalt wert.

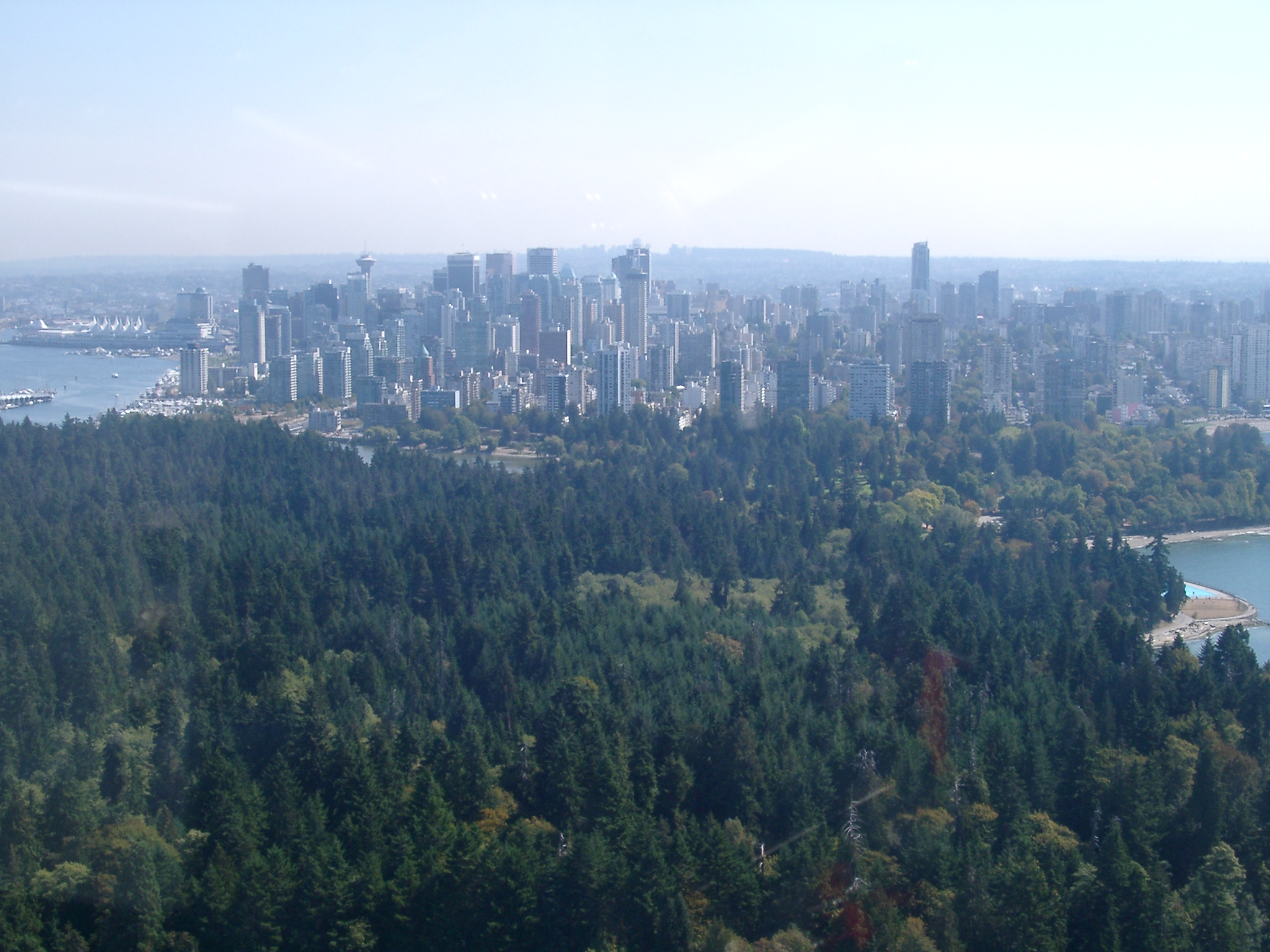
Luftaufnahme von Vancouver mit dem Stanley Park im Vordergrund

### Stanley Park
Der Stanley Park mit einer Größe von 404,9 ha ist einer der größten Stadtparks in Nordamerika. Er dient als beliebtes Naherholungsziel. Ein ausgiebiges Netz an Spazierwegen und Erholungsattraktionen ziehen alljährlich etwa acht Millionen Gäste an.

### Cypress Provincial Park
Der Park wird im Winter als Skigebiet genutzt. 2010 wurden hier bei den Olympischen Spielen die Snowboard- und Freestyle-Wettkämpfe abgehalten.

### Shannon Falls Provincial Park
Im Park befindet sich der namensgebende Shannon Fall, einer der höchsten Wasserfälle in Kanada.

### Alice Lake Provincial Park
Im Park sind vier Seen, die vornehmlich der Naherholung dienen. Sie bieten Möglichkeiten zum Angeln und zum Schwimmen.

### Nairn Falls Provincial Park
Namensgeber des Parks ist ein zweifacher Wasserfall, der vom Green River gespeist wird.

### Marble Canyon Provincial Park
Dieser Park erhält seinen Namen von einer Kalksteinschlucht, welche eine für British-Columbia seltene Geoformation ist.

### Brandywine Falls
An diesen Wasserfällen stürzt der Brandywine Creek um 70 m in die Tiefe.

### Garibaldi Provincial Park
Eingebettet in die Coast Mountains ist der Garibaldi Provincial Park. Vom Highway aus gibt es fünf Zugänge in den Park, inmitten des Parks liegt der zurzeit (Stand Dezember 2011) ruhende Vulkan Mount Garibaldi.

### Joffre Lakes Provincial Park
Im Park sind mehrere Seen: Upper, Middle und Lower Joffre Lake. Diese bestechen durch ihre satte türkise Farbe.